# Liga Kobiet Polskich Pogotowia Wojennego

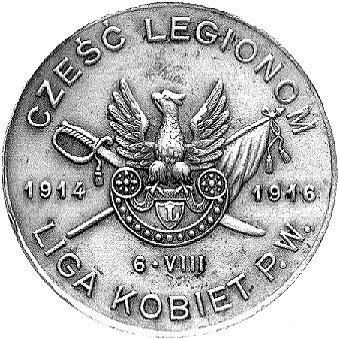
Awers medalu pamiątkowego wybitego w 1916 przez Ligę Kobiet na cześć Rządu Narodowego (1864) i Legionów Polskich (1914)

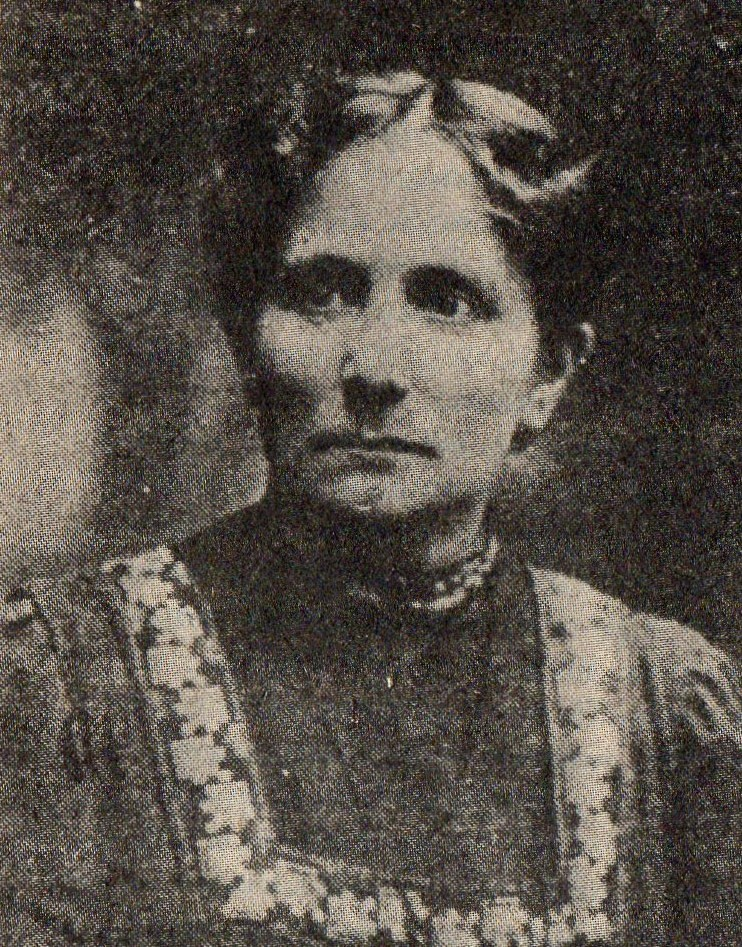
Izabela Moszczeńska-Rzepecka – pierwsza przewodnicząca Ligi (1913–1914)

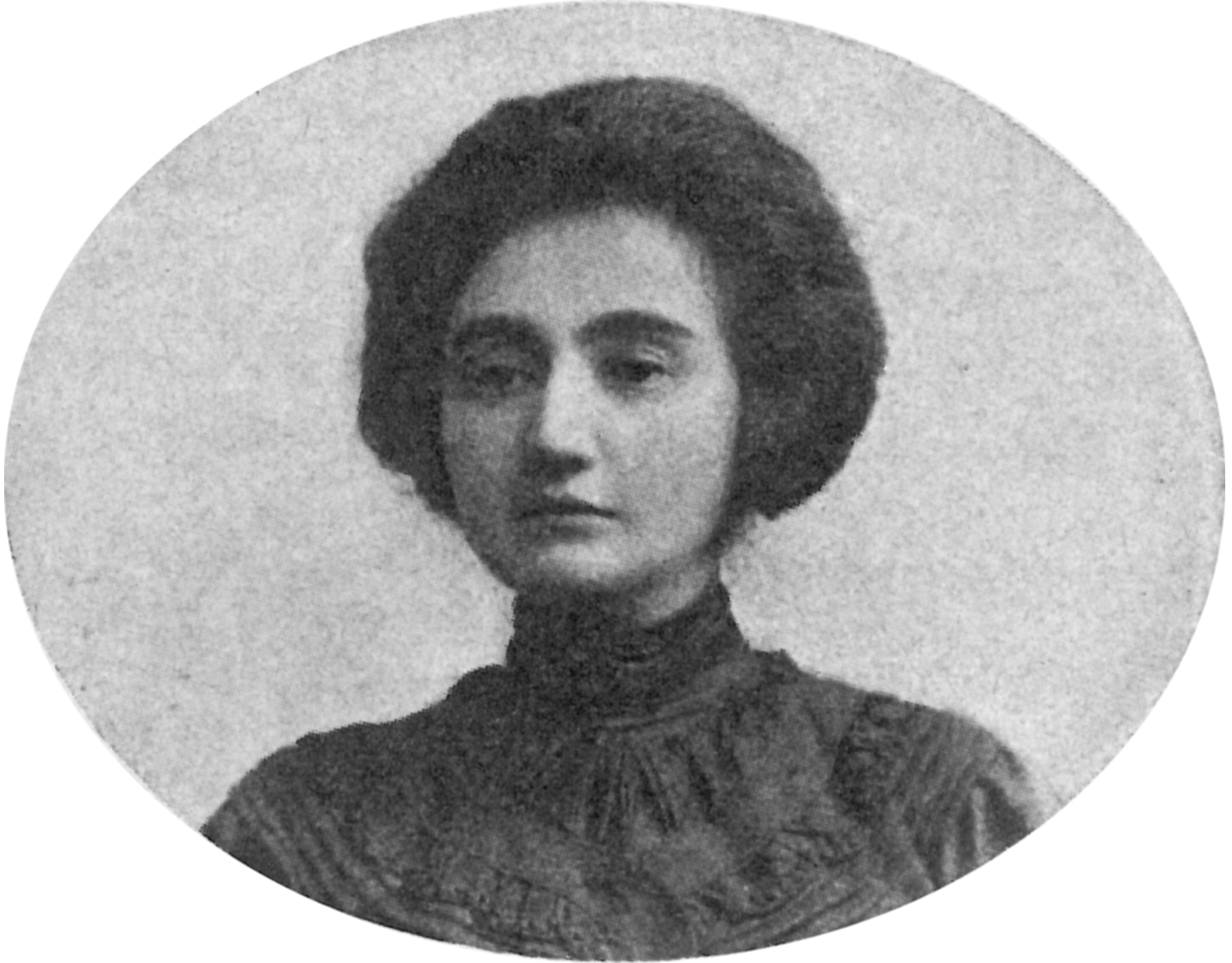
Jadwiga Marcinowska – przewodnicząca Zarządu Naczelnego Ligi Kobiet PW w l. 1916–1917

Liga Kobiet Polskich Pogotowia Wojennego (do sierpnia 1916 Liga Kobiet Pogotowia Wojennego) – organizacja kobieca działająca w latach 1913–1918 w Królestwie Polskim.
Liga Kobiet Pogotowia Wojennego utworzona została z inicjatywy Izy Moszczeńskiej, Jadwigi Marcinowskiej, Teresy Ciszkiewiczowej i Heleny Ceysingerówny w kwietniu 1913 roku w Warszawie. Celem powstającej organizacji miało być niesienie pomocy moralnej i materialnej w walce zbrojnej o Niepodległość Polski przeciwko Rosji. LK PW działała przede wszystkim w środowisku inteligencji warszawskiej, prowadziła agitację na rzecz galicyjskiego ruchu strzeleckiego poprzez kolportowanie wydawnictw irredentystycznych, organizowanie odczytów i wieczorów dyskusyjnych. Szybko stała się ważnym elementem obozu irredenty antyrosyjskiej skupionym w Komisji Tymczasowej Skonfederowanych Stronnictw Niepodległościowych.
W zebraniu założycielskim poza inicjatorkami wzięły działaczki czynne dotychczas w różnych obozach politycznych i różnych polach aktywności społecznej, m.in. Leokadia Śliwińska, Maria Drobniewska, Maria Godlewska, Helena Grotowska, Zofia Kozłowska, Joanna Nieniewska, Halina Nieniewska, Maria Pawlikowska, Maria Przyjemska, Julia Rottermundówna, Helena Sujkowska, Ludwika Zawadzka i Jadwiga Zielińska. Do pierwszego Zarządu Koła Ligi w Warszawie weszły Joanna Niemiewska, Helena Ceysingerówna i, jako przewodnicząca, Iza Moszczeńska. Do sierpnia 1914 Liga w zasadzie pozostała organizacją warszawską choć udało się stworzyć organizacje w Kielcach, Lublinie i Ząbkowicach.

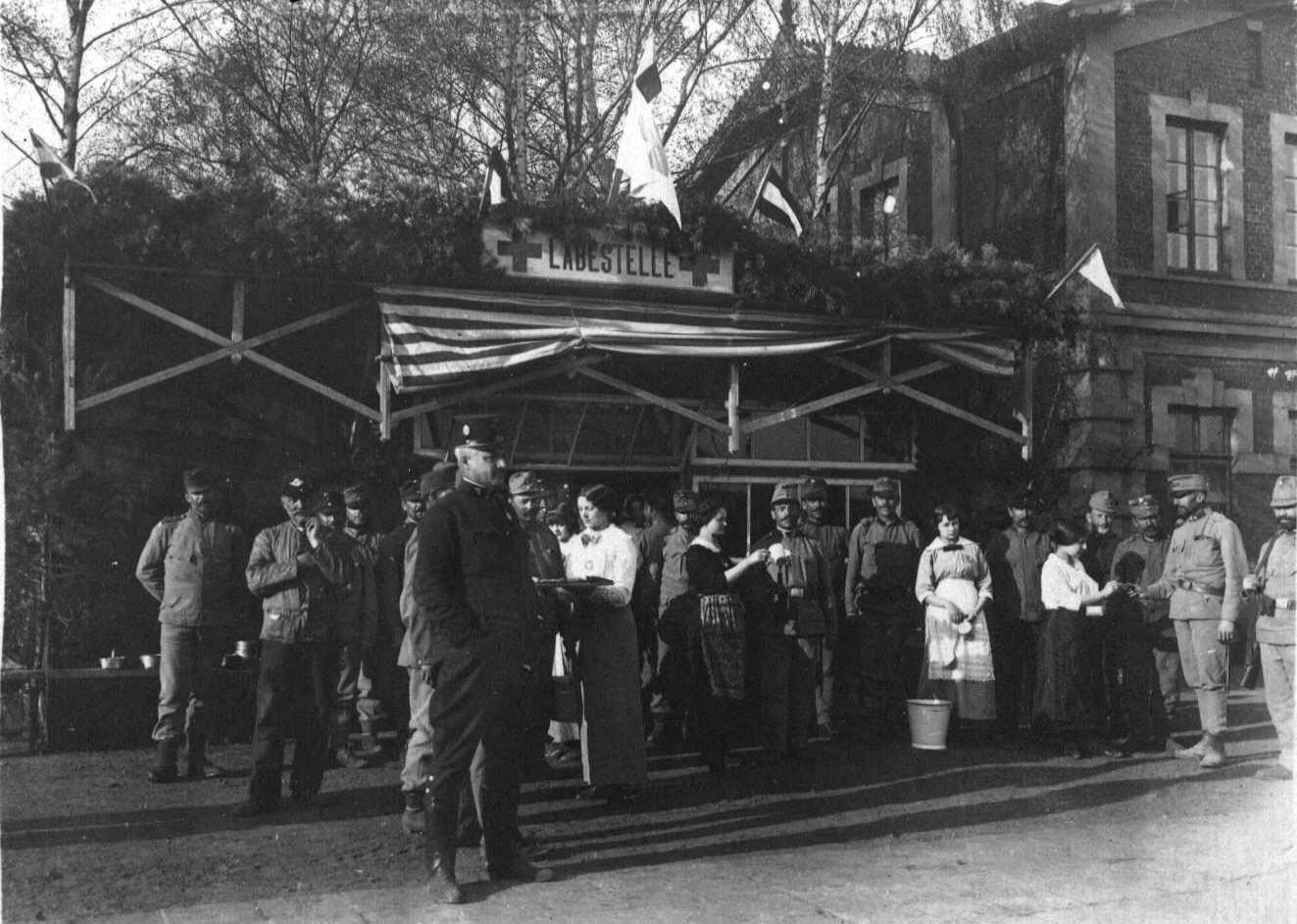
Wydawanie żywności przez członkinie Ligi Kobiet na stacji kolejowej w Olkuszu (1915)

Wybuch I wojny światowej ożywił prace Ligi i spowodował rozszerzenie jej działalności na mniejsze ośrodki Królestwa Polskiego. Współdziałała z Polską Organizacją Wojskową, oddelegowując swe członkinie do wspólnych sekcji: sanitarnej i poczty polowej. Poprzez sekcje prowincjonalne liga utrzymywała kontakty ze środowiskami kobiecymi w Wilnie, Petersburgu, Lublinie i Radomiu. Liga weszła także w skład powstałego w Warszawie Zjednoczenia Organizacji Niepodległościowych, a po jego rozpadzie od grudnia 1914 roku wchodziła do Unii Stronnictw Niepodległościowych. Pracami organizacji, ze względu na odcięcie linią frontu zarówno Moszczeńskiej jak i Ceysingerówny, kierował tymczasowy Zarząd w składzie: Helena Grotowska, Joanna Niemiewska oraz Jadwiga Marcinowska, którą od stycznia 1915 zastąpiła Leokadia Śliwińska. Liczba członkiń wzrosła wówczas do ponad stu. Poza dotychczasowymi formami pracy członkinie Ligi dostarczały mieszkań dla emisariuszy Piłsudskiego, ukrywały „spalonych” członków POW, organizowały i utrzymywały składy nielegalnych wydawnictw i broni. Liga subsydiowała także wydawanie pism irredentystycznych: „Wici”, „Głos Wolny”, „W przededniu”, i wydawała pismo dla wsi „Sprawa Polska”.

Na terenach Królestwa Polskiego okupowanego od 1914 r. przez państwa centralne, z inicjatywy przebywającej tam Izy Moszczeńskiej powstały nowe koła Ligi w Kielcach, Łodzi, Piotrkowie, Radomsku, Częstochowie, Dąbrowie Górniczej, Zawierciu, Będzinie i Sosnowcu. Włączyły się one w działalność Polskiej Organizacji Narodowej, popierając działalność militarną oddziałów strzeleckich Józefa Piłsudskiego. Od początku 1915 roku oddziały Ligi nawiązały współpracę z Departamentem Wojskowym Naczelnego Komitetu Narodowego w Piotrkowie oraz z jego agendami. W połowie maja 1915 na terenie okupowanym przez państwa centralne działało już 17 kół. W 1915 roku wśród członkiń Ligi nastąpił podział na tle odmowy Piłsudskiego werbunku do Legionów Polskich. Zwolennicy irredenty i zwolennicy rozwiązania austro-polskiego próbowali przeciągnąć Ligę na swoją stronę – tym bardziej że po zajęciu przez państwa centralne całości Królestwa nastąpił burzliwy rozwój organizacji kobiecej. Temu żywiołowemu ruchowi nadał ramy zjazd radomski Ligi, który w styczniu 1916 roku zdecydował o powstaniu jednolitej organizacji na terenie całego Królestwa. Na czele organizacji stanął Naczelny Zarząd pod przewodnictwem Jadwigi Marcinowskiej. Udało mu się znacznie rozbudować struktury organizacyjne. W sierpniu 1916 LK PW obejmowała już dziesięć okręgów: lubelski (14 kół), warszawski (8 kół), radomski (8 kół), kielecki (14 kół), częstochowski (1 koło), olkuski (6 kół), zagłębiowski (7 kół) i siedlecki (2 koła) skupiające 2907 członkiń. Organizacje ligowe prowadziły akcję pomocy dla oddziałów legionowych, zbierając na ich rzecz datki pieniężne, oraz organizując wyposażenie i umundurowanie. Opiekowano się również rodzinami legionistów. Ważną część działalności stanowiła też akcja propagandowa i agitacyjna oraz organizowanie obchodów powstań narodowych i rocznic wkroczenia strzelców do Królestwa. Po kryzysie przysięgowym Liga udzielała pomocy internowanym i ukrywającym się byłym legionistom. 

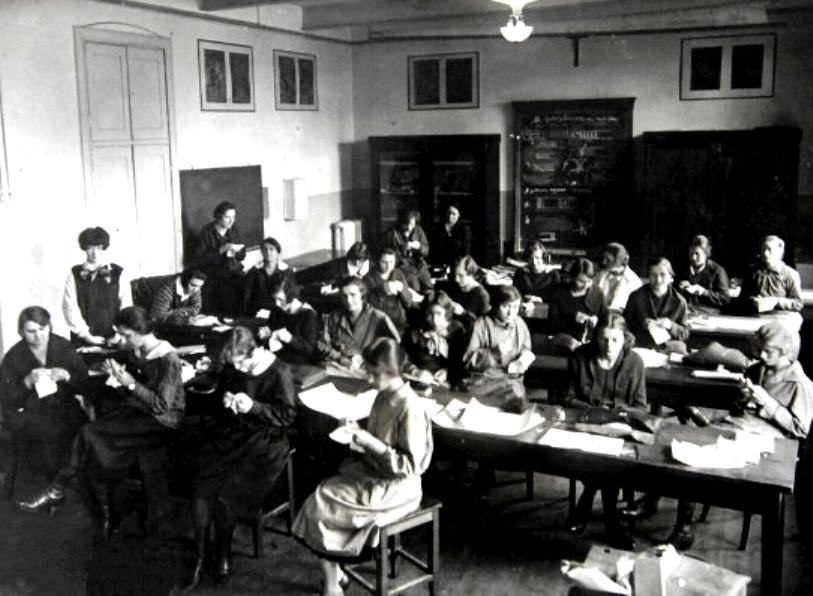
Członkinie Ligi Kobiet PW w Radomiu reperują odzież dla legionistów (1916)

Na zjeździe Ligi w Piotrkowie w sierpniu 1916 roku starły się zwolenniczki CKN i Departamentu Wojskowego NKN. Ostatecznie nastąpił rozłam, zaś większość delegatek opowiedziała się po stronie Centralnego Komitetu Narodowego. W konsekwencji delegatki Ligi (określanej jako LKP PW „B”) uczestniczyły w pracach CKN, zarówno w centrali jak w jego strukturach lokalnych i regionalnych. Nieliczna mniejszość (2 koła warszawskie) skupione wokół starej przywódczyni Izy Moszczeńskiej kontynuowała współpracę z Departamentem Wojskowym NKN jako Liga Kobiet PW „A”. Niezależnie od tych sporów Liga Kobiet („B”) stale rozwijała się organizacyjnie; w czerwcu 1916 liczyła już 148 kół liczących 4422 członkinie. Po likwidacji warszawskiego komitetu od czerwca 1917 Liga brała udział w działalności Komisji Porozumiewawczej Stronnictw Demokratycznych. W l. 1917–1918 ważnym elementem aktywności Ligi Kobiet Polskich PW stała się współpraca z jej siostrzaną organizacją w zaborze austriackim – Ligą Kobiet Galicji i Śląska. Jednym z przejawów tej współpracy było wydawanie wspólnego organu obu Lig „Na Posterunku: tygodnik kobiecy poświęcony sprawom społecznym, ekonomicznym, pedagogicznym i etycznym”, który ukazywało się w Krakowie od stycznia 1917 do grudnia 1918 roku. W tym okresie LKP PW stała się też na gruncie Królestwa Polskiego czołową rzeczniczką emancypacji kobiet. M.in. w maju, z inicjatywy przedstawicielek LKP PW – Marii Chmieleńskiej i Leokadii Śliwińskiej, zawiązał się specjalny komitet mający zorganizować szeroką akcję na rzecz równouprawnienia politycznego kobiet. W jego skład oprócz wymienionych działaczek weszły także przywódczynie Związku Równouprawnienia Kobiet: Justyna Budzińska-Tylicka, Teodora Męczkowska, Ludwika Jahołkowska-Koszutska oraz znana publicystka Stefania Sempołowska. Komitet ten zorganizował w dniach 8 i 9 września Zjazd Kobiet w Warszawie w którym wzięło udział ponad tysiąc delegatek z różnych środowisk politycznych i społecznych, a także delegaci sympatyzującymi z postulatami emancypacyjnymi partii: Partii Niezawisłości Narodowej, Zjednoczenia Stronnictw Demokratycznych, Polskiej Partii Postępowej, Polskiej Partii Socjalistycznej i Narodowego Związku Robotniczego. Zjazd obradował pod hasłem „Uobywatelnienia kobiet w niepodległym, zjednoczonym państwie polskim”. W dniach 29–31 grudnia 1918 odbył się w Warszawie zjazd zjednoczeniowy Ligi Kobiet Polskich Pogotowia Wojennego i Ligi Kobiet Galicji i Śląska na którym powstała Liga Kobiet Polskich działająca w II RP.

## Źródła do historii Ligi
- Statut Ligi Kobiet Pogotowia Wojennego, Piotrków [1915] Biblioteka Polona – wersja elektroniczna
- Ustawa Ligi Kobiet Pogotowia Wojennego, Lublin 1916, Biblioteka Polona – wersja elektroniczna
- Ustawa Ligi Kobiet Pogotowia Wojennego, Warszawa 1917, Biblioteka Polona – wersja elektroniczna
- Sprawozdanie ze zjazdu Ligi Kobiet Polskich Pogotowia Wojennego odbytego w dn. 24, 25 i 26 sierpnia r. 1916 w Piotrkowie, Warszawa 1916, Biblioteka Polona – wersja elektroniczna
- Stosunek Ligi Kobiet Pog. Woj. do Departamentu Wojskowego N.K.N. : sprawozdanie, przedłożone Naczelnemu Komitetowi Narodowemu, w dniu 2 października 1916 r., Piotrków 1916, Biblioteka Polona – wersja elektroniczna
- Sprawozdanie z działalności L. K. P. W. za czas od lV. 1913 – Vl. 1917 roku., [Warszawa 1917] Biblioteka Polona – wersja elektroniczna